# Museu da Fotografia (Estocolmo)
O Museu da Fotografia – em sueco:  Fotografiska - é um museu de fotografia na cidade de Estocolmo, capital da Suécia.

Anteriormente, um departamento do Museu de Arte Moderna (Moderna museet), o novo museu abriu as suas portas em 2010. Está instalada num antigo edifício da alfândega, construído em 1906-1910 em estilo jugend, e localizado no cais de Stadsgården (Stadsgårdskajen). 

Possui uma das maiores coleções de fotografias do Mundo, e tem como ambição contribuir para o debate e consciencialização sobre as grandes questões dos nossos dias. Dispõe de café, restaurante, loja e galeria.